# Gellért Géza
Gellért Géza (Székelybetlenfalva, 1930. június 8. – Székelyudvarhely, 2008. október 24.) erdélyi magyar közíró, népművelő.

## Életútja
Gellért Lajos és Gellért Róza házasságából született római katolikus családban. A középiskolát Székelyudvarhelyen kezdte és Székelykeresztúron a Pedagógiai Középiskolában fejezte be (1949), filozófia szakos tanári diplomát a Bolyai Tudományegyetemen szerzett (1954). Pályáját Mikófalván kezdte, ahol igazgató-tanítóként működött (1949-1950), itt egyben sok népművelő munkát is végzett, majd évekig a székelyudvarhelyi népi egyetem rektora. A székelyudvarhelyi Vöröskereszt tisztviselője 1954 és 1955 közt. A Fafeldolgozó és Fakitermelő Vállalatnál (1955-1961), majd a Sütőipari Vállalatnál (1961-62) statisztikus.
1962-64-ig a farcádi iskolában tanított, majd 1964-től 1990-es nyugdíjba meneteléig Székelyudvarhelyen a municípiumi könyvtár igazgatója.

## Irodalmi, művelődési munkássága
Közművelődési írásai, tanulmányai, jegyzetei a Könyvtári Szemle, Művelődés, Új Élet, Munkásélet, Előre, Hargita hasábjain jelentek meg. Cikkeiben felveti a gyermekolvasók és az ingázó munkásolvasók kérdését.
Az 1990-es években a romániai magyar nemzetiség nemzeti ünnepein gyakran szerepelt a Székely Dalegylet Gellért Géza vezetésével, például 1996-ban a honfoglalás 1100. évfordulója tiszteletére. Hazai, anyaországi és külföldi szerepléseket is vállaltak, 1999 novemberében a Székely Dalegyletet felvették az Európai Kórusok Szövetségébe, karnagyát, Gellért Gézát pedig a Kárpát-medencei Magyar Kórusok Szövetsége a férfikari szakosztály elnökévé választotta. 2006-ban Gellért Géza maga adott számot arról, hogy a kórusok eseményekben, sikerekben gazdag évet tudhatnak maguk mögött.

## Kötetei
- Emlékkönyv a székelyudvarhelyi Székely Dalegylet fennállásának 125. évfordulójára : 1868-1993. Székelyudvarhely, 1993. 75 p. ill.
- Emlékkönyv Csanády György, a Székely himnusz szerzője születésének 100-ik évfordulója tiszteletére. Székelyudvarhely, 1995. 48 p. ill., főként kotta

## Társasági tagság
- A Székely Dalegylet ügyvezető elnöke, férfikórusának tagja;
- A Székelyudvarhelyi Kisállattenyésztők Egyesületének elnöke.